# مراكز الرعاية الصحية والخدمات الطبية
مراكز الرعاية الصحية والخدمات الطبية (بالإنجليزية: Centers for Medicare and Medicaid Services (CMS))‏ والتي كانت تعرف سابقا باسم إدارة تمويل الرعاية الصحية (بالإنجليزية: Health Care Financing Administration (HCFA))‏ هي وكالة فيدرالية ضمن وزارة الصحة الأمريكية، وهي تدير برنامج الرعاية الصحية وتعمل بشراكة مع حكومات الولايات لإدارة برنامج المساعدة الصحية وبرنامج التأمين الصحي الحكومي للاطفال ومعايير قابلية التأمين الصحي.
بالإضافة لهذه البرامج فإن مراكز الرعاية الصحية والخدمات الطبية مسؤولة عن معايير التبسيط الإدارية وقانون قابلية ومساءلة التأمين الصحي (HIPAA) لعام 1996 ومعايير جودة مرافق الرعاية طويلة المدى (وأكثرها شيوعا دور التمريض المنزلي) من خلال عملية المسح وإصدار الشهادات لها ومعايير جودة المختبرات السريرية من خلال معايير تعديلات تحسين المختبرات السريرية ومراقبة موقع: (HealthCare.gov).